# Kamienice przy ulicy Więziennej 1-3 we Wrocławiu
Kamienice przy ulicy Więziennej 1-3 – trzy renesansowe kamienice znajdujące się na ulicy Więziennej we Wrocławiu.

## Historia i opis architektoniczny
Trzy sąsiadujące kamienice zostały wzniesione w tym samym okresie, w połowie XVI wieku; czwarta kamienica nr 4 wchodząca w obecny zespół połączonych kamienic jednym ciągiem komunikacyjnym została wzniesiona na początku XX wieku. Wybudowano je na dawnej działce lokacyjnej należącej do kamienicy przyrynkowej Rynek 52. Były to wąskie, jednotraktowe, pokryte kalenicowym dachem budynki, trzykondygnacyjne z oknami wychodzącymi tylko od strony ul. Więziennej (do ściany tylnej przylegały oficyny sąsiedniej przyrynkowej kamienicy). Pod koniec XIX wieku parterowe części kamienic zostały dostosowane do funkcji handlowych.

## Po 1945 roku
Pierwszy poważniejszy remont kamienic miał miejsce w latach 1969–1970. W zakresie prac zaprojektowanych przez Jerzego Wiklendta było ujednolicenie fasady czterech kamienic, wzmocnienia sklepienia parteru oraz dostawienie wspólnej klatki schodowej i betonowej galerii na tyłach budynków, gdzie po 1945 roku rozebrano zniszczone oficyny. Z przebudowy zachowały się kamienne profilowane obramienia okien oraz cztery portale datowane na drugą połowę XVI wieku wraz z węgarami i półkolistymi archiwoltami ozdobionymi diamentowymi boniami, kołami i półkolami. Podczas prac remontowych odkryto kilka drewnianych polichromowanych stropów na piętrze, ale nie zostały one zachowane i po rozebraniu miały być przeniesione do innego budynku. W połaci dachowej umieszczone były lukarny.
Kamienica nr 3 swoją nazwę zawdzięcza właścicielowi, który był prawdopodobnie rzeźnikiem. W jej zewnętrznej osi północnej znajduje się arkadowy portal ozdobiony rautami i medalionami.